# Wilho Ilmari
Wilho Ilmari (fins a 1906 Sundberg (Kymi (província de Kymenlaakso), 24 d'abril, 1888 - Turku (regió de Finlándia Propia), 18 d'agost, 1983), va ser un director i actor finlandès.
Va ser director adjunt del Teatre Nacional de Finlàndia i director de l'Escola de Teatre de Finlandia des de 1942. El treball de director cinematogràfic més conegut d'Ilmari és Els set germans (1939). Va ser el president de l'Associació de Directors de Teatre i Directors de Teatre de Finlàndia des de 1945.
Ilmari va rebre la medalla Pro Finlandia el 1947. Va rebre el títol de Conseller de Teatre el 1951. Ilmari està enterrat al cementiri Vell de Turku.

## Teatres
Va ser director de teatre al Teatre del Poble de Turku, Tampere i al teatre itinerant de 1910 a 1919, director al Teatre Nacional de 1937 a 1957 i ajudant de direcció de 1947 a 1947, i director artístic del Teatre-Obrers de Hèlsinki a 11969. Ilmari va ser un respectat intèrpret de Kivi i Shakespeare.

## Filmografia
- Tukkijoella (1928)
- Kuriton sukupolvi (1937)
- Vieras mies tuli taloon (1938)
- Nummisuutarit (1938)
- Jumalan tuomio  (1939)
- Seitsemän veljestä (1939)
- Oi, kallis Suomenmaa (1940)
- Yli rajan (1942)
- Hopeakihlajaiset (1942)
- Rakkaus on nopeampi Piiroisen pässiäkin (1950)
- Pitkäjärveläiset (1951)